# Punatangara
Punagulfink (Sicalis lutea) är en fågel i familjen tangaror inom ordningen tättingar. Den förekommer högt uppe i Anderna från Peru till Argentina. Beståndet anses vara livskraftigt.

## Utseende
Punatangaran är en liten finkliknande gulaktig fågel. Båda könen är enfärgat gröngula, honan med mattare färger, med relativt kraftig, gråaktig näbb. Grönaktig tangara är blekare i färgerna, med mindre och mer spetsig näbb. Altiplanotangaran är gråaktig på kinder, rygg och flanker.

## Utbredning och systematik
Fågeln förekommer i Anderna från södra Peru (Cusco) till västra Bolivia och nordvästra Argentina. Den behandlas som monotypisk, det vill säga att den inte delas in i några underarter.

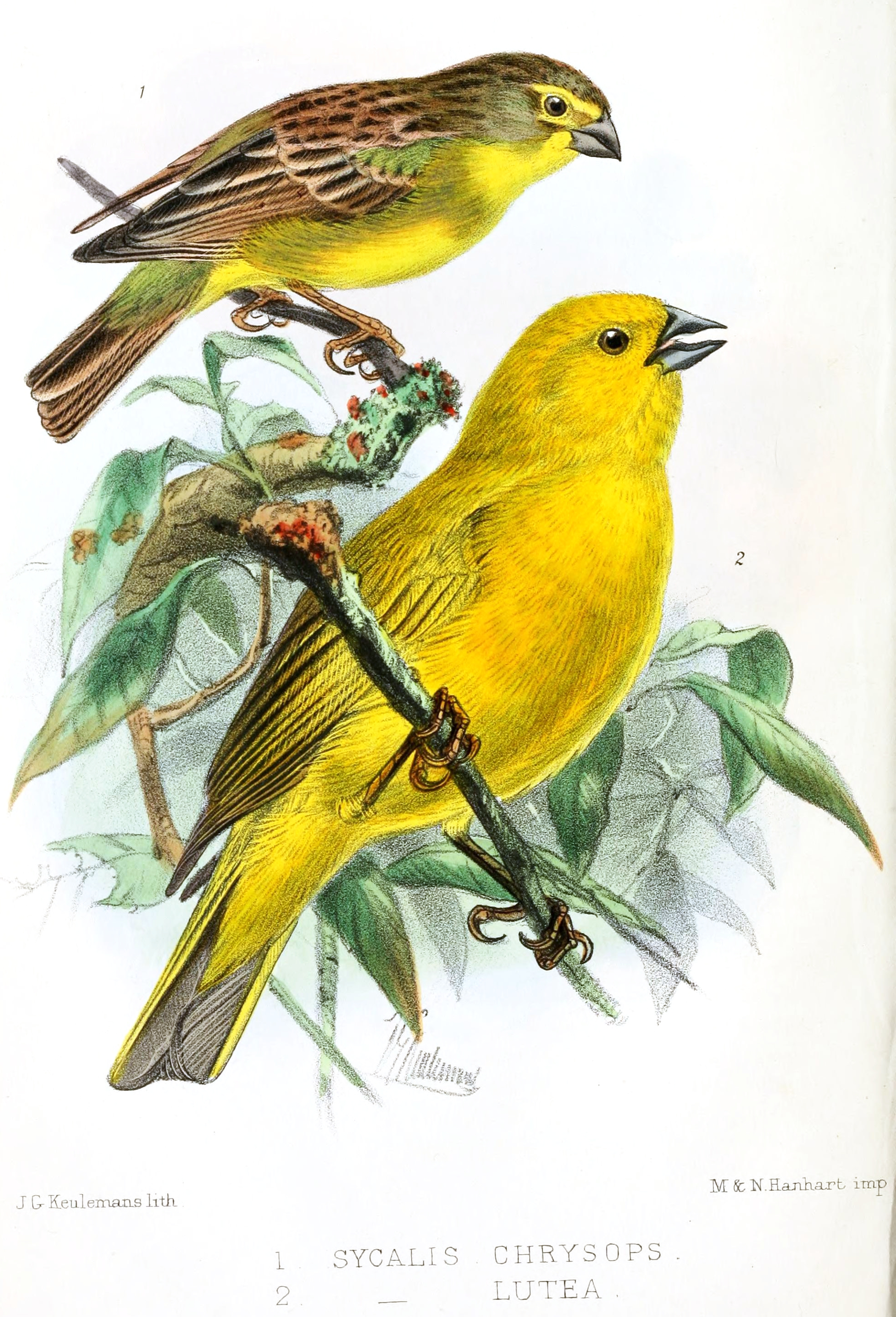

### Familjetillhörighet
Liksom andra finkliknande tangaror placerades denna art tidigare i familjen Emberizidae. Genetiska studier visar dock att den är en del av tangarorna.

## Levnadssätt
Punatangaran är en lokalt men ibland talrik art i höga bergstrakter. Den föredrar puna, steniga slätter med spridda buskar, myrar och små samhällen. Den ses ofta i flock, ibland tillsammans med andra arter. Fågeln födosöker huvudsakligen på marken.

## Status
Arten har ett stort utbredningsområde och beståndet anses vara stabilt. Internationella naturvårdsunionen IUCN listar den därför som livskraftig (LC).

## Namn
Puna är en naturtyp med bergsslätter och ödemarker i de centrala delarna av Anderna i Sydamerika.